# Carlos Chaves
Carlos Francisco Chaves Montoya (3 gennaio 1980) è un ex giocatore di calcio a 5 costaricano.

## Carriera
Chaves ha disputato il FIFA Futsal World Championship 2000, in cui la nazionale costaricana è stata eliminata nel girone del primo turno comprendente Australia, Croazia e Russia nonché, a fine carriera, la Coppa del Mondo 2016. A livello di club ha giocato con Palacio de los Deportes, Universidad Nacional e Barrio Peralta.